# ماثيو بورتون
ماثيو بورتون (بالإنجليزية: Matthew Burton)‏ (8 فبراير 1897 في المملكة المتحدة - 1 يناير 1940) هو لاعب كرة قدم بريطاني (وحمل سابقاً جنسية المملكة المتحدة لبريطانيا العظمى وأيرلندا) في مركز الهجوم. لعب مع ستوك سيتي ونادي إيفرتون ونادي ريكسهام ونادي كوناهس كواي ونادي لاندودنو ونادي أوزورتي تاون ‏ وNew Brighton A.F.C. ‏.